# Randig fengädda
Randig fengädda (Polypterus delhezi) är en art av familjen fengäddor som finns i Kongofloden. Den är en populär akvariefisk.

## Utseende
Den randiga fengäddan är en långsträckt, nästan cylindrisk fisk med en mycket lång ryggfena som egentligen består av 10 till 13 småfenor, var och en med en mjukstråle. Analfenan har 11 till 14 mjukstrålar. Munnen är ganska liten, utan eller endast med svagt överbett. Ryggsidan är gråaktigt olivgrön med 7 till 8 svarta längsstrimmor, buksidan är gulaktig, ljusare vid huvudänden. Den har en svart punktstrimma mellan läpparna och gällocket. Feorna är gula med bruna eller svarta fläckar. Som mest kan arten bli 44 cm. Hanen känns igen på att den är mindre och har mycket tjockare analfena.  

## Vanor
Arten är en nattaktiv, bottenlevande rovfisk som lever i mindre vattendrag, sjöar och översvämmade områden. Den kan andas atmosfärisk luft. Arten har dålig syn, och förlitar sig på sitt välutvecklade luktsinne för att fånga föda.

### Fortplantning
Leken sker under regnperioden, troligtvis i översvämmade områden. I fångenskap har man kunnat konstatera att hanen uppvaktar honan, och kupar sina anal- och stjärtfenor runt hennes kloak. Hon lägger äggen däri, varpå hanen befruktar dem och sprider dem i vegetationen.

## Utbredning
Den randiga fengäddan finns i Kongoflodens centrala lopp i Kongo-Kinshasa.

## Akvariefisk
Arten är en populär akvarefisk, som behöver ett akvarium på åtminstone 200 l, en temperatur på 24 till 30°C och ett pH mellan 6 och 8. Växter är mindre viktiga (arten har en tendens att förstöra dem), men bottnen bör vara mjuk och ha gömställen i form av klippor och drivvedsstycken. Locket bör vara tättslutande för att hindra rymningsförsök. Eventuella akvariekamrater bör vara stora för att förhindra att de blir uppätna. Vissa individer lär sig att ta torrfoder i form av pellets; annars bör den utfodras med räkor, musselbitar, maskar och dylikt.